# François Coppée
François Édouard Joachim Coppée (Parigi, 26 gennaio 1842 – Parigi, 23 maggio 1908) è stato un poeta, drammaturgo e scrittore francese.
François Coppée fu un poeta sentimentale che scrisse di Parigi e dei suoi sobborghi e descrisse il mondo degli umili che li popolava. Intimista, poetava dei primi incontri amorosi (« Septembre, au ciel léger »), della indistinta nostalgia di un'esistenza diversa (« Je suis un pâle enfant du vieux Paris ») o della bellezza del crepuscolo (« Le crépuscule est triste et doux »).
La stessa vena lirica si riscontrò anche nel teatro e nei romanzi.

## Opere

### Poesie
- Le Reliquaire (1866)
- Les Intimités (1868)
- Poèmes divers (1869)
- Poèmes modernes (1869) (tra cui L'Angélus, Le Père e La Grève des forgerons)
- Les Humbles (1872)
  - Les Humbles (tra cui La Nourrice e Émigrants)
  - Écrit pendant le siège
  - Quatre sonnets
  - Promenades et intérieurs
  - Plus de sang !
- Le Cahier rouge (1874)
- Olivier (1876)
- Les Récits et les Élégies (1878) (tra cui L'Exilée) Documento on line in Europeana
- Le Naufragé (1878)
- Contes en vers et poésies diverses (1880) (tra cui L'enfant de la balle et La Marchande de journaux)
- Arrière-Saison (1887)
- Les Paroles sincères (1891)
- Dans la prière et dans la lutte (1901)
- De pièces et de morceaux
- Des Vers français (1906)
- Sonnets intimes et poèmes inédits, Vers d'amour et de tendresse (postumo, 1927)

### Opere teatrali

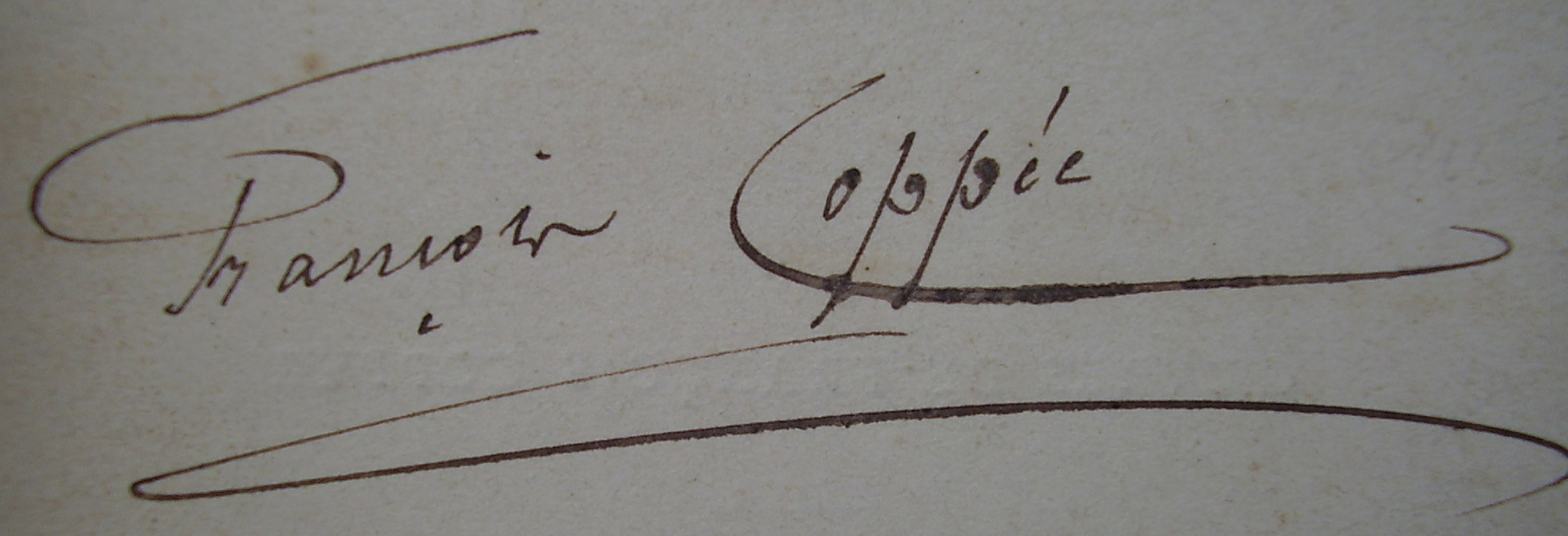
Firma di François Coppée

- Le Passant, commedia in atto unico in versi (1869)
- Deux douleurs, dramma in atto unico in versi (1870)
- Fais ce que dois, episodio drammatico (1871)
- Les Bijoux de la délivrance, scena in versi (1872)
- L'Abandonnée (1871)
- Le Rendez-vous (1872)
- La Guerre de cent ans
- Le Luthier de Crémone, commedia in atto unico in versi (1876)
- Le Trésor (1879)
- La Korrigane (1880)
- Madame de Maintenon, dramma in cinque atti e un prologo, in versi (1881)
- Severo Torelli, dramma in cinque atti, in versi (1883)
- Les Jacobites, dramma in cinque atti, in versi (1885)
- Le Pater (1889)
- Pour la couronne, dramma in cinque atti, in versi (1895)

### Romanzi e racconti
- Une Idylle pendant le siège (1874) (edizione critica di Than-Van Ton That : 2005)
  -  Un idillio durante l'assedio, collana Piccola Collezione Amena, Napoli, E.Pietrocola, 1888, SBN SBL0472293.
- Contes en prose (1882)
- Vingt Contes nouveaux (1883)
- Le banc, idylle parisienne (1887)
- Contes rapides (1888)
- Henriette (1889)
- Toute une jeunesse (1890)
- Les Vrais Riches (1892)
- Rivales (1893)
- Longues et brèves (1893)
- Contes tout simples (1894)
- Le Coupable (1896)
- La Bonne Souffrance(1898)
- Contes pour les jours de fête (1903)

### Articoli e altro
- Mon franc-parler
- L'Homme-affiche (1891)
- Souvenirs d'un Parisien
- La Bataille d'Hernani
- La Maison de Molière

## Film tratti dalle opere di Coppée
Nel 1909, David W. Griffith ha girato The Violin Maker of Cremona, un corto interpretato da Mary Pickford, tratto dal suo Le Luthier de Crémone, commedia in atto unico in versi (1876).
Nel 1914, Louis Feuillade diresse, tratto dall'omonimo dramma in 5 atti di Coppée, il film Severo Torelli, prodotto dalla Gaumont e interpretato da Musidora.